# Königreich Afghanistan
Das Königreich Afghanistan (paschtunisch د افغانستان واکمنان – Dǝ Afġānistān wākmanān, persisch پادشاهى افغانستان – Pādešāhī-ye Afġānistān) war eine konstitutionelle Monarchie in Zentralasien, die von 1926 bis 1973 existierte und die Fläche des heutigen Afghanistan umfasste. Dominierende Volksgruppe des Vielvölkerstaates waren die Paschtunen. Die Monarchie endete nach einem Putsch mit der Abdankung des letzten Königs Mohammed Zahir Schah am 24. August 1973 und der Ausrufung einer Republik.

## Geschichte
Der Friede von Rawalpindi beendete 1919 den Dritten Anglo-Afghanischen Krieg und brachte dem Emirat Afghanistan die volle nationale Souveränität. In der Folge bemühte sich der regierende Emir Amanullah Khan aus der Baraksai-Dynastie um eine soziale und politische Modernisierung des Staatswesens. Er proklamierte am 9. Juni 1926 das Königreich Afghanistan und nahm den Titel Padschah (König) an. Dominierende Bevölkerungsgruppe des Vielvölkerstaates waren die Paschtunen, weitere größere Ethnien bildeten Tadschiken und Hazara. Das Land galt sowohl gesellschaftlich wie wirtschaftlich als rückständig, zentrale Wirtschaftszweige waren die Landwirtschaft und der Bergbau. Allerdings stießen Amanullah Khans Reformbemühungen auf heftigen Widerstand der konservativen Stammesführer und lösten lokale Aufstände aus. Daher übergab er am 14. Januar 1929 die Regentschaft an seinen Bruder Inayatullah Khan, der jedoch bereits drei Tage später durch den Stammesführer Habibullah Kalakâni gestürzt wurde. Kalakâni führte die Scharia ein, konnte sich jedoch nicht auf dem Thron behaupten und wurde seinerseits im Oktober 1929 mit britischer Unterstützung durch Mohammed Nadir Schah gestürzt. Damit erlangte die Baraksai-Dynastie die Herrschaft wieder, Kalakâni wurde später gefangen genommen und öffentlich in Kabul hingerichtet. Mohammed Nadir Schah suchte vor allem die Nähe zu den Großmächten Sowjetunion, dem Vereinigten Königreich und den Vereinigten Staaten. Im Inneren unterdrückte Nadir Khan alle Versuche zur Formierung politischer Gruppen. Die Untergrundbewegung Jawanan-e Afghan, die sich gegen das Regime wandte, blieb von geringer Größe.
Am 27. November 1934 trat Afghanistan dem Völkerbund bei, während des Zweiten Weltkrieges verhielt sich das Königreich neutral und trat 1946 den Vereinten Nationen bei.
Mohammed Nadir Schah begann mit einer umfassenden Reformierung des Landes, was jedoch zu Konflikten mit konservativen ʿUlamā' führte. Am 8. November 1933 wurde er von einem Studenten in Kabul ermordet, woraufhin seine Brüder seinen Sohn Mohammed Zahir Schah zum König ernannten. Für diesen übernahm zunächst der Onkel Hashem Khan bis 1946 und dann der Onkel Mahmud Khan bis 1953 als Premierminister die Regierung. Um den exilierten König Amanullah Khan bildete sich eine oppositionelle Gruppe, die 1938 einen Aufstandsversuch unternahm. Dieser wurde jedoch von der Regierung mit Hilfe der britischen Luftwaffe niedergeschlagen. Mahmud Khan führte im Rahmen von Reformen begrenzte persönliche Freiheitsrechte ein. Daraufhin formierten sich verschiedene politische Gruppen, die allesamt konstitutionalistisch ausgerichtet waren, sich aber in ihrer Bindung an verschiedene Volksgruppen und Eliten unterschieden. Erstmals kam es zu politischen Gruppenbildungen außerhalb Kabuls. 1949 fanden vergleichsweise freie und faire Wahlen zur Loja Dschirga (Große Ratsversammlung) statt. Auch die Presse erhielt größere Freiheiten. Die dadurch aufkommende verstärkte Debatte und Kritik an Königshaus und Regierung löste einen erneut repressiven Kurs zur Parlamentswahl 1952 aus. Rund 25 Parlamentsmitglieder wurden verhaftet, verschiedene Zeitschriften verboten.
1953 verschärften sich auch Konflikte innerhalb der Herrscherdynastie. In diesem Jahr errang der bisherige Verteidigungsminister Daoud Khan das Amt des Premierministers. In seiner Regierungszeit bis 1963 wurde sämtliche politische Betätigung unterdrückt.
1964 beschloss die Loja Dschirga auf Initiative Zahir Schahs hin die Einführung einer neuen Verfassung und wählten als Staatsform die konstitutionelle Monarchie. Der König führte die Reformen weiter, so bekamen Frauen das Wahlrecht und durften Schulen besuchen und das Land öffnete sich nach außen. Parteien wurden zwar grundsätzlich zugelassen. Da der König aber nicht an Entscheidungen des Parlaments gebunden war, kam auch den Parteien faktisch kein politischer Einfluss zu. Zugleich begannen sich Teilnehmer der Machtkämpfe innerhalb der herrschenden Dynastie politischer Parteien, um größere Gruppen für ihre eigenen Ziele zu mobilisieren. Trotz der kaum vorhandenen Mitwirkungsmöglichkeiten boten Parteien immerhin eine Plattform zur politischen Debatte, die nun nicht mehr grundsätzlich unterdrückt wurde. Mit jeweils verschiedenen und wechselnden zugehörigen Parteien bildeten sich als wichtigste Strömungen ein der Dynastie nahestehendes liberaler Monarchismus und ein explizit antimonarchischer Marxismus-Leninismus heraus. Aber auch andere Gruppen wie Wirtschaftsliberale, Islamisten, Nationalisten oder Konservative  formierten sich zur Unterhauswahl 1965. Bei dieser Wahl und in den folgenden Jahrzehnten waren Wahlmanipulationen, schnell wechselnde politische Allianzen und wiederholte Umformungen der Parteienlandschaft verbreitete Phänomene.
Während eines Kuraufenthaltes von Mohammed Zahir Schah in Italien wurde er am 17. Juli 1973 gestürzt, und sein Cousin und langjähriger Ministerpräsident Mohammed Daoud Khan übernahm die Macht mit dem Ziel, die Monarchie abzuschaffen. Am 24. August 1973 dankte der König ab, und Daoud Khan wurde erster Präsident der Republik Afghanistan.